# 西比拉

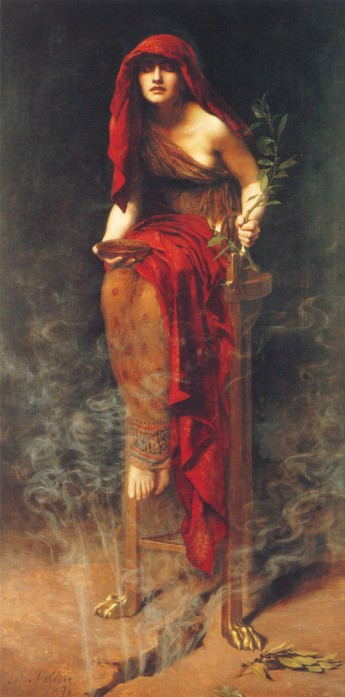
约翰·科利尔的《德尔菲的女祭司》（Priestess of Delphi，1891），图中皮媞亚坐在三脚凳上，烟雾从她身下的地缝中升起

西比拉，意为“女先知”，指古希腊的神谕者。据传说，最早的女先知在各圣地进行预言。这些预言受到神祇的神圣启示的影响；最初是在德尔斐和培希努，神祇通常是些地神。到了古典晚期，各类作家证实了女先知在希腊、意大利、黎凡特和小亚细亚地区的存在。 
英语单词 sibyl (/ˈsɪbəl/或/ˈsɪbɪl/)——来自古法语 sibile 和拉丁语 sibylla——源于古希腊语Σίβυλλα(Sibulla)。瓦罗从Theobule派生出这个词，但现代语言学家多倾向词源为古意语或闪语。

## 历史
已知最早提及sibyl的希腊作家是公元前五世纪的赫拉克利特： 
西比拉，狂乱的嘴唇吐露着的无法笑对的东西，没有妆戴，没有芳香，但在神的帮助下，她的声音延续了千年。  
沃尔特·伯克特留意到——这些有关“唇语着上帝所言的疯女人”的记录，要很早于近东地区，如第二个千禧年内的马里和头个千禧年内的亚述。
女先知们并不凭人名来指认，而是使用她们的圣所或庙宇的位置指代，直到罗马的作家对她们作了文学阐述。
保萨尼亚斯所著的《希腊志》中，被提到的德尔菲的第一位女先知被认为是最古老的。据他所述，利比亚人称其为 sibyl 。詹姆斯·弗雷泽爵士则称文本存在着缺陷。保萨尼亚斯提及的第二位女先知，名为西罗菲勒，似乎终是驻萨摩斯岛，只是造访了克拉罗斯的其他神社。包括提洛岛和德尔菲等地，与此同时，德尔菲拥有自己的女先知。 
詹姆斯·弗雷泽在对保萨尼亚斯的翻译和评注中写道，仅有两位希腊女先知是可考据：据认为生活于公元前八世纪的埃里色雷的西罗菲勒，和晚些时候的萨摩斯岛的芬多。他还注意到，希腊人最初似乎只知道一位女先知，赫拉克利德斯·彭提乌斯则是第一个区分开几位女先知的古代作家：他至少命名了三人，弗里吉亚神谕、埃里色雷神谕和赫勒斯滂神谕。学者大卫·波特写道：“公元前五世纪后叶，Sibylla之名似乎授予给了一名御用女先知”。
同赫拉克利特一样，柏拉图仅谈及一位女先知。不过随着时间推移，数量增加到了九。其中十分之一，由罗马人所补充的，提布缇娜神谕，可能是伊特鲁里亚人。依据拉克坦提乌斯的“神圣机构”（卷一，第六章）， 瓦罗罗列出了十位：波斯神谕、利比亚神谕、德尔菲神谕、辛梅里亚神谕、埃里色雷神谕、萨米神谕、库迈神谕、赫勒斯滂（特洛伊境内）神谕、弗里吉亚（安卡拉境内）神谕和提布缇娜神谕。

## 文艺复兴时期
在中世纪拉丁语中，sibylla 仅是表示“女性先知”的术语。到了哥特晚期及文艺复兴时期，Sibyllae，已常与男性先知一同出现在艺术作品中。
而被描绘的女先知的数量不尽相同，有时它们是十二位（如见到亚平宁神谕），有时十位。“我们怎么知道她是第十一位女先知，还是第二个卡桑德拉？”弗朗索瓦·拉伯雷在《巨人传》 中写到。

### 古典时期的女先知
- John Burnet Early Greek Philosophy, 63., 64. brief analysis, 65. the fragments
- Jewish Encyclopedia （页面存档备份，存于）: Sibyl.
- The Sibyls（页面存档备份，存于）

### 音乐
- El Cant de la Sibil-la / Mallorca / València (1400-1560) - Montserrat Figueras, Jordi Savall - La Capella Reial de Catalunya - Alia Vox 9806 （页面存档备份，存于）
- El Cant de la Sibil-la / Catalunya - Montserrat Figueras, Jordi Savall - La Capella Reial de Catalunya - Alia Vox AVSA9879 （页面存档备份，存于）
- The Song of the Sybil - Track 4 - 3:45 - Aion (1990) - Dead Can Dance

### 中世纪时基督教化的女先知
- 哥特晚期插图，十二位女先知

### 现代女先知图像
- A sardonic sequence of 'Twelve Sibyls', accompanied by the artist Leonard Baskin's woodcuts, revisits Sibyls and Others (1980). Ruth Fainlight has written dozens of poems about these ambiguous figures, bridging religion, classical and Biblical settings, femininity and modernity. One of them concludes: 'I am no more conscious of the prophecies / than I can understand the language of birds /…let the simple folk praise you, / keep you safe as a caged bird, / and call you a sibyl'.
- Pjetër Bogdani, "The Songs of the Ten Sibyls" （页面存档备份，存于） modern poetry, translated from Albanian
- T.S. Eliot's The Waste Land （页面存档备份，存于） is prefaced by a quote from Petronius' Satyricon (1st century AD) The passage translates roughly as "I saw with my own eyes the Sibyl at Cumae hanging in a jar, and when the boys said to her 'Sibyl, what do you want?' that one replied 'I want to die'.
- The SIBYLS（页面存档备份，存于） beamline at the Advanced Light Source（页面存档备份，存于） in Berkeley, CA.